# 沃恩·米克尔森
阿里尔·韦尔纳·阿格斯科夫·米克尔森（丹麥語：Arild Verner Agerskov Mikkelsen，1928年10月21日—2013年11月21日），美国NBA联盟的前职业篮球运动员。

## 个人生活
在两人结婚47年后，米克尔森的妻子 Jean 于2002年逝世，两人育有两个儿子 Tom 与 John。2006年一本有关米克尔森的传记 The Vern Mikkelsen Story 出版发行，作者为 John Egan。
2013年11月21日米克尔森在家人的陪伴下逝世。